# 후포역
후포역(Hupo station, 厚浦驛)은 경상북도 울진군 후포면에 있는 동해선의 철도역이다.

## 연혁
- 2025년 1월 1일 : 개통
- 2025년 12월 : KTX-이음 운행 개시 (예정)

## 역 구조

### 승강장
| ↑ 고래불 |
|          |
| 평해 ↓   |

| 1 | 동해선 | 누리로 · ITX-마음 | 부전 · 강릉 방면 |

## 역 주변
- 후포해수욕장
- 후포초등학교
- 후포중학교
- 후포고등학교

## 인접한 역
| 동해선           | 동해선          | 동해선         |
| ---------------- | --------------- | -------------- |
| 고래불 부전 방면 | ITX-마음 동해선 | 평해 강릉 방면 |
| 고래불 부전 방면 | 누리로 동해선   | 평해 강릉 방면 |